# Sântandrei
Sântandrei é uma comuna romena localizada no distrito de Bihor, na região histórica da Crișana (parte da Transilvânia). A comuna possui uma área de 28.24 km² e sua população era de 3978 habitantes segundo o censo de 2007.